# 넬슨녹색도마뱀붙이
넬슨녹색도마뱀붙이(Naultinus stellatus)는 넬슨 그린 게코(Nelson green gecko), 스태리 트리 게코(starry tree gecko)라고도 불리는 녹색도마뱀붙이류의 일종이다. 신모식표본(en:neotype)은 뉴질랜드 테 파파 통가레와 박물관의 수집본에 들어있다.

## 분포
넬슨녹색은 뉴질랜드의 넬슨 지역에서만 발견되는데 구체적으로는 남쪽으로는 브라이언트산맥(:en:Bryant Range), 서쪽으로는 메인 분수령(:en:main divide)에서 머치슨(:en:Murchison, New Zealand) 구역, 웨스트랜드(en:Westland) 북부에 이른다.
번식은 태생 방식이며, 새끼는 대개 쌍둥이가, 가을에서 초겨울에 태어난다.

## 보존 상태
12년에 보존부(:en:Department of Conservation (New Zealand))에서 오클랜드녹색을 뉴질랜드멸종위기분류체계(:en:New Zealand Threat Classification System)의 '위험(At Risk)'에 분류하였다. 보존부는 이 녀석들이 감소가 점점 심해지거나 감소가 예상된다는 '위험' 위협 상태 기준을 충족시킨다고 판단하였다. 이 도마뱀붙이류는 '데이터 부족(Data Poor)'으로도 간주된다.

## 같이 보기
- 뉴질랜드의 도마뱀붙이류의 목록(영어판)